# Navind Ramsaran
Navind Sharmaph Ramsaran (ur. 10 kwietnia 1961) – maurytyjski zapaśnik walczący obu stylach. Zajął czwarte miejsce na igrzyskach afrykańskich w 1991. Brązowy medalista mistrzostw Afryki w 1989, czwarty w 1988 i 1992, piąty w 1990 i 1994. Triumfator igrzysk Wysp Oceanu Indyjskiego w 1990 i 1998 roku.